# Jerzy Tomaszkiewicz
Jerzy Tomaszkiewicz (ur. 24 czerwca 1944 w Łowiczu, zm. 20 lipca 2001 w Sopocie) – poeta polski, dramatopisarz, dziennikarz, redaktor naczelny Kuriera Morskiego. Był członkiem, z czasem nieformalnym liderem warszawskiej grupy literackiej Stajnia, założonej w marcu 1967 roku przez Mirosława Sznajdera. Był członkiem grupy literackiej "Konfederacja Nowego Romantyzmu" od momentu jej powstania. Ogłosił kilka programów i manifestów, m.in. „O współczesną poezję narodową” (1967); „Aktualizm - poezja trudnego <dzisiaj>” (1968); „Romantyzm - szansą pokolenia” („Poezja” 1971). Laureat wielu konkursów i Turniejów Jednego Wiersza.
Studiował na Uniwersytecie Warszawskim na wydziale historii; był rzecznikiem prasowym UW. Pracował kilka lat w Sztandarze Młodych, gdzie  z rozmachem redagował (był szefem) dział kulturalny dziennika. Był jednym z twórców powstałej w Warszawie w 1973 Konfederacji Nowego Romantyzmu. Przez kilka lat mieszkał w Olsztynie; pracował jako redaktor w „Pojezierzu” i tamże prowadził również dział kulturalny. Po przeprowadzce na Wybrzeże został wkrótce współzałożycielem i prezesem Sopockiego Klubu Pisarzy i Przyjaciół Książki „Brodwino”; (mieszkał w Sopocie od 1991). Historyk literatury pokolenia wojennego, przygotował kilka antologii poetyckich. Pochowany na cmentarzu komunalnym w Sopocie (kwatera N8-3-18).

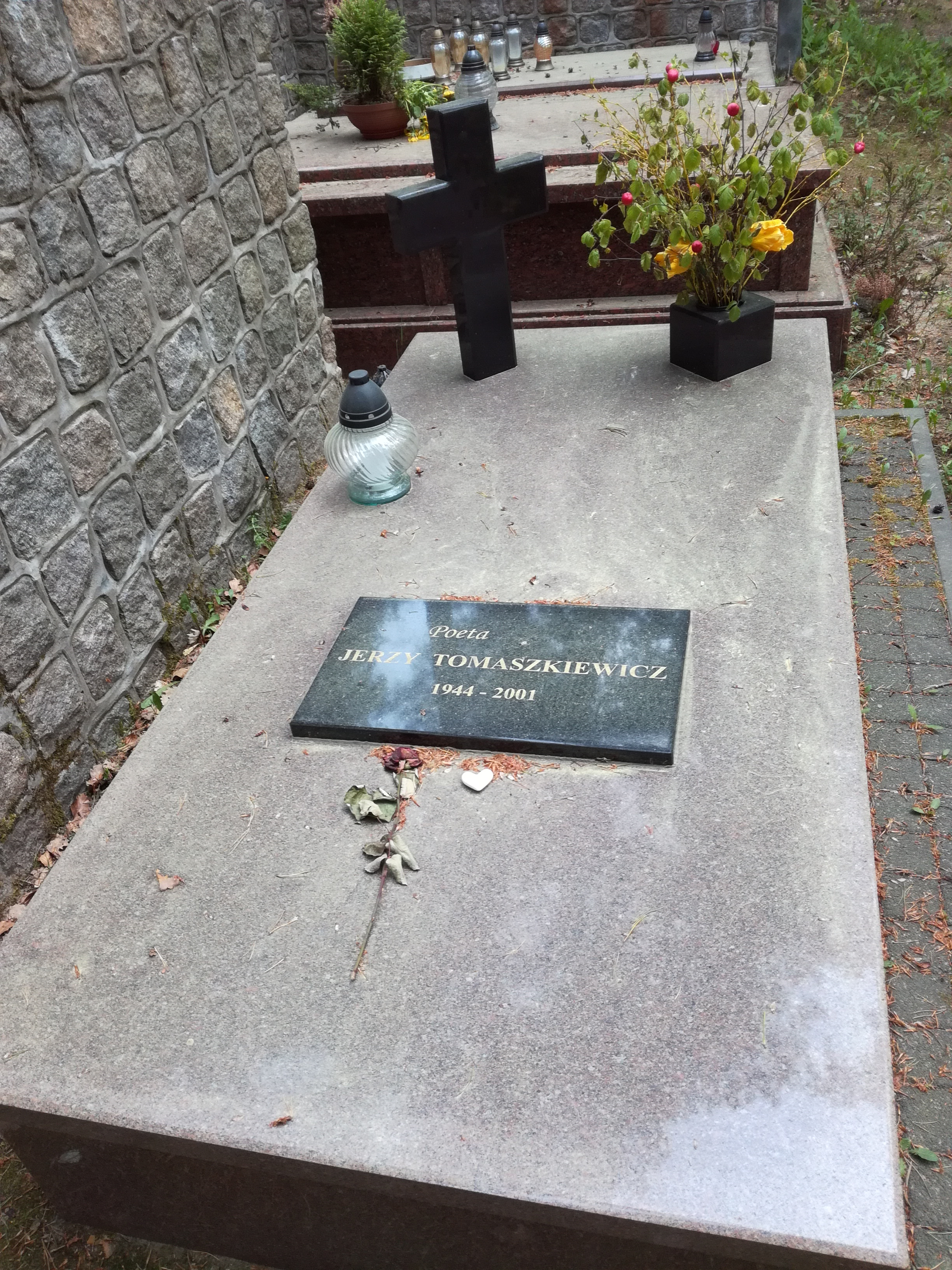
Grób Jerzego Tomaszkiewicza na Cmentarzu Komunalnym w Sopocie

## Twórczość indywidualna
- Gorzki obłok (Warszawa 1978)
- Kolczaste szczęście: wiersze dla Marzeny (Gdańsk 1993)
- Sztandar pod szafą (1999)
- Upołowieni (Sopot 1995)

## Udział w antologiach i publikacjach zbiorowych
- Bojarski W.: Pożegnanie z mistrzem, zebrał i oprac. J. Tomaszkiewicz, Warszawa 1983
- Bojarski W.: Ranny różą, zebrał i oprac. J. Tomaszkiewicz, Warszawa 1973
- Debiuty poetyckie 1978: antologia, wybór, oprac. i  red. Jerzy Leszin-Koperski, Andrzej Krzysztof Waśkiewicz, Warszawa 1979
- Miejsce obecności: jednodniówka literacka Sopockiego Klubu Pisarzy i Przyjaciół Książki „Brodwino”, pod red. J. Tomaszkiewicza, Sopot 1993
- Miejsce obecności: antologia pisarzy Sopotu, wybrał i oprac. J. Tomaszkiewicz, Sopot 1996
- Miejsce obecności '97: antologia pisarzy Sopotu, wybór i oprac. J. Tomaszkiewicz, Sopot  1997
- Miejsce obecności '98: antologia pisarzy Sopotu,  wybór i oprac. J. Tomaszkiewicz, Sopot 1998
- Miejsce obecności '99: antologia pisarzy Sopotu, wybór i oprac. J. Tomaszkiewicz, Sopot  1999
- Miejsce obecności 2000: antologia pisarzy Sopotu, wybór i oprac. J. Tomaszkiewicz, Sopot  2000
- Miejsce obecności 2001: antologia pisarzy Sopotu, wybór i oprac. J. Tomaszkiewicz, Sopot 2001
- Od Staffa do Wojaczka: poezja polska 1939-1985: antologia. T. 2, [oprac.] Bohdan Drozdowski, Bohdan Urbankowski, Łódź 1991
- Portrety twórców „Sztuki i Narodu”, Warszawa 1983
- Stajnia: antologia grupy poetyckiej, wybór i oprac. J. Tomaszkiewicz, Sopot 1997